# Bacchisa dioica
Bacchisa dioica là một loài bọ cánh cứng trong họ Cerambycidae.